# Medicinsk massageterapi
Medicinsk massageterapi (MMT) är en terapi som använder kunskaper i anatomi, fysiologi, medicin och patologi för att på bästa sätt hjälpa patienter med besvär från rörelseapparaten. 
En medicinsk massageterapeuts främsta verktyg är massage och muskeltöjningar inklusive triggerpunktsbehandling samt manuell mobiliseringsteknik för att behandla patienter som lider av smärta eller nedsatt rörlighet i rörelseapparaten. En medicinsk massageterapeut ger också råd om ergonomi, kost och träning. 
Medicinska massageterapeuter är, oberoende av vilken skola de har gått på, utbildade på en lägre nivå i medicin, humanbiologi och manuell terapi jämfört med exempelvis kiropraktorer, naprapater och fysioterapeuter. Medicinsk massageterapi har som mål att vara ett komplement till dessa yrken.